# Região Geográfica Imediata de Varginha
A Região Geográfica Imediata de Varginha é uma das 10 regiões imediatas que compõem a Região Geográfica Intermediária de Varginha, uma das 70 regiões imediatas do estado de Minas Gerais, e uma das 509 regiões imediatas do Brasil, criadas pelo IBGE em 2017.

## Municípios
É composta por 5 municípios:
- Cordislândia
- Elói Mendes
- Monsenhor Paulo
- São Gonçalo do Sapucaí
- Varginha

## Estatísticas
Tem uma população total estimada pelo IBGE para 1º de julho de 2018 de 199 814.